# Cantone di Lectoure-Lomagne
Il Cantone di Lectoure-Lomagne è una divisione amministrativa dell'arrondissement di Condom.
È stato costituito a seguito della riforma approvata con decreto del 26 febbraio 2014, che ha avuto attuazione dopo le elezioni dipartimentali del 2015.

## Composizione
Comprende i 26 comuni di:
- Berrac
- Castéra-Lectourois
- Castet-Arrouy
- Flamarens
- Gazaupouy
- Gimbrède
- L'Isle-Bouzon
- Lagarde
- Larroque-Engalin
- Lectoure
- Ligardes
- Marsolan
- Mas-d'Auvignon
- Miradoux
- Pergain-Taillac
- Peyrecave
- Plieux
- Pouy-Roquelaure
- La Romieu
- Saint-Antoine
- Saint-Avit-Frandat
- Saint-Martin-de-Goyne
- Saint-Mézard
- Sainte-Mère
- Sempesserre
- Terraube